# Mammea calophylloides
Mammea calophylloides är en tvåhjärtbladig växtart som beskrevs av André Joseph Guillaume Henri Kostermans. Mammea calophylloides ingår i släktet Mammea och familjen Calophyllaceae. Inga underarter finns listade i Catalogue of Life.